# Tipula biacerva
Tipula biacerva är en tvåvingeart som beskrevs av Alexander 1971. Tipula biacerva ingår i släktet Tipula och familjen storharkrankar. Inga underarter finns listade i Catalogue of Life.